# Mauno Jokipii

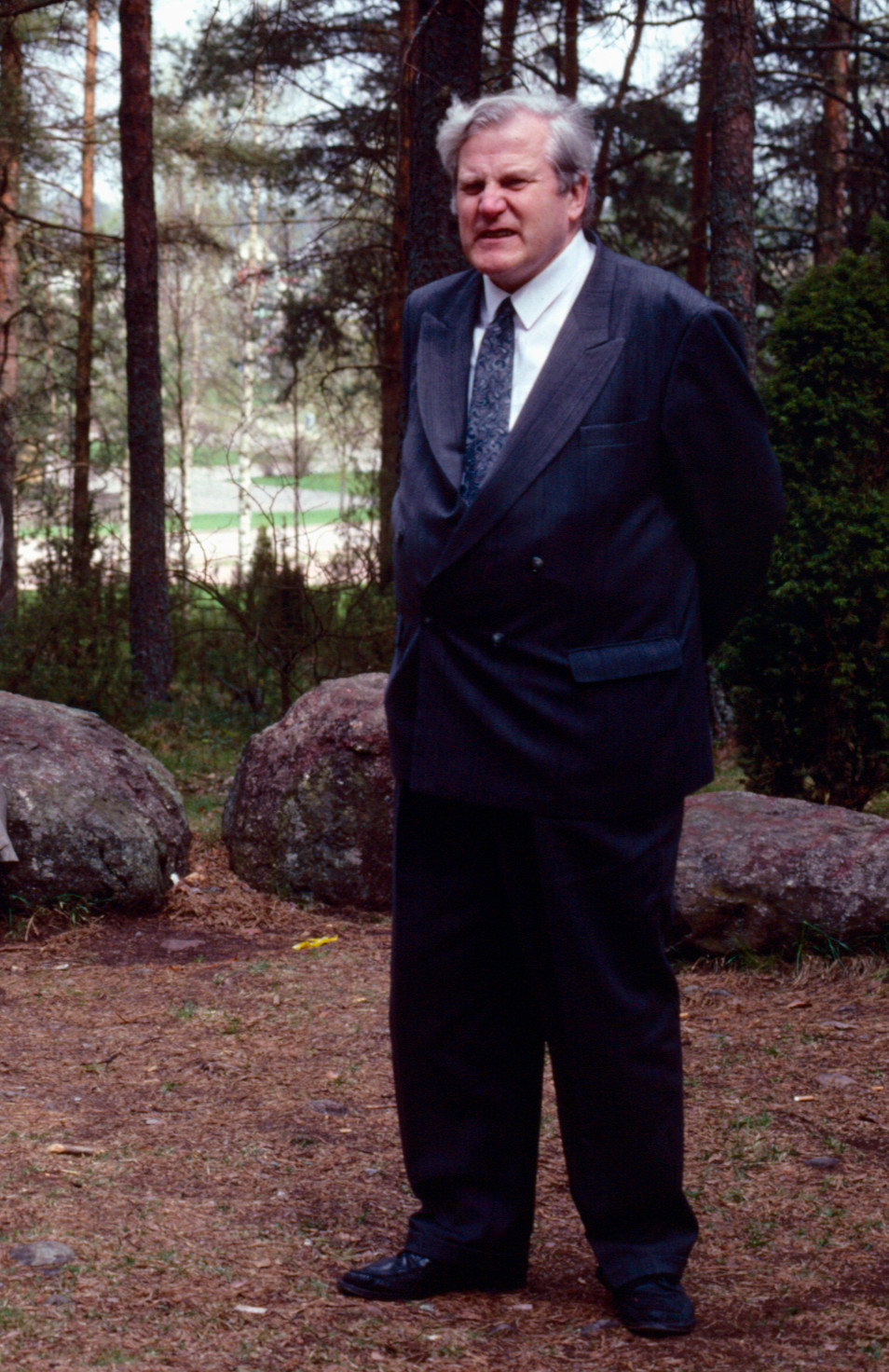
Mauno Jokipii på järnålders möteplats i Eura, Finland.

Mauno Olavi Jokipii, född 21 augusti 1924 i Helsingfors, död 2 januari 2007 i Jyväskylä, var en finsk historiker, fil.dr. 1957. Jokipii var 1957–1961 docent i Finlands historia i Helsingfors och 1960–1991 professor i historia vid Jyväskylä universitet. 
Mauno Jokipii har publicerat bland annat ett arbete om Finlands grev- och friherreskap i två band (1956–1960) och flera lokalhistoriska verk. Jokipiis specialitet som forskare är dock de tysk-finländska relationerna. Han påvisade att Finlands inträde i kriget på Tysklands sida 1941 var resultatet av ett målmedvetet agerande från finländsk sida och gav därigenom dödsstöten åt drivvedsteorin. Han ser också den finländska bataljonen som en del av den europeiska SS-rörelsen.

## Utmärkelser
- Kommendörstecknet av Finlands Lejons orden[1]
- Minnesmedalj för deltagande i 1941-1945 års krig[1]
- Frihetsmedaljens 2. klass[1]
- Militärens förtjänstmedalj[1]

[Redigera Wikidata]